# Xã River, Quận Bradley, Arkansas
Xã River (tiếng Anh: River Township) là một xã thuộc quận Bradley, tiểu bang Arkansas, Hoa Kỳ. Năm 2010, dân số của xã này là 131 người.